# Бурляй Юрій Семенович
Ю́рій (Гео́ргій) Семе́нович Бурля́й (нар. 11 грудня 1918, Тараща — пом. 26 жовтня 1998, Київ) — український радянський письменник, літературознавець, літературний критик і педагог; член Спілки радянських письменників України з 1950 року; кандидат філологічних наук.

## Біографія
Народився 11 грудня 1918 року в містечку Таращі (нині місто Білоцерківського району Київської області, Україна) у сім'ї службовця. 1933 року в Таращі закінчив Зарічанську школу № 3. Протягом 1933—1935 років навчався в Таращанському технікумі механізації сільського господарства; у 1935—1936 роках — на робітничому факультеті при Київському державному університеті; у 1936—1941 роках — на українському відділенні філологічного факультету Київського державного університету.
З початком німецько-радянської війни у червні 1941 року мобілізований до Червоної армії і направлений на навчання до Горьковського зенітного училища, з якого випустився у 1942 році. До кінця війни перебував у діючій армії в зенітно-артилерійських військах: у 1942—1944 роках — на посадах командира відділу розвідки, старшини 2-ї окремої зенітно-артилерійської батареї; у 1944—1945 роках був командиром взводу розвідки 259 окремого зенітно-артилерійського дивізіону. Закінчив війну у Східній Пруссії. Нагороджений орденом Вітчизняної війни ІІ ступеня (6 квітня 1985).
Після війни у 1945—1946 роках працював літературним працівником газети «Київська правда»; у 1946—1948 роках — літературним редактором газети «Радянський селянин»; у 1948—1950 роках — завідувач відділу критики «Літературної газети». Член ВКП(б) з 1948 року. Одночасно протягом 1947—1950 років навчався в аспірантурі Інституту літератури імені Тараса Шевченка Академії наук Української РСР. 1950 року захистив кандидатську дисертацію, яку мусив перезахистити у 1952 році у зв'язку з несправедливою критикою вірша Володимира Сосюри «Любіть Україну!». Проте диплом отримав тільки 19 липня 1961 року.
Упродовж 1950—1953 років працював старшим викладачем української літератури в Київському державному університеті. У 1953—1954 роках — науковий працівник Музею Тараса Шевченка; у 1954—1958 роках завідував відділом публіцистики журналу «Вітчизна»; з 1959 по 1961 рік — на творчій роботі; у 1961—1963 роках обіймав посаду заступника головного редактора «Літературної газети»; у 1963—1965 роках — знову на творчій роботі. Протягом 1965—1968 років — виконувач обов'язків доцента, у 1968—1971 роках — доцент кафедри стилістики, редагування та видавничої справи Українського поліграфічного інституту імені Івана Федорова.
У 1971—1972 роках — доцент кафедри теорії і практики партійно-радянської преси; у 1972—1989 роках — доцент кафедри історії журналістики та літератури факультету журналістики Київського державного університету. Кілька років виконував обов'язки заступника декана з наукової роботи на громадських засадах. Звільнений 1 лютого 1989 року. За час викладацької діяльності читав курси «Видавнича справа», «Видавниче редагування», «Теорії і практики редагування», «Вступ до літературознавства», «Історія української радянської літератури», «Рецензія», спецкурси «Максим Рильський — критик, публіцист та видавець-редактор». Помер у Києві 26 жовтня 1998 року.

## Творчий і науковий доробок
Перший нарис «Сторінка споминів» опублікований у 1946 році. Наступного року почав виступати в періодичній пресі з рецензіями, а згодом з літературно-критичними статтями, публікував також огляди, передмови, відгуки. Серед робіт:
- збірка критичних нарисів «Зброєю слова» (Київ, 1955);
- підручник «Основи літературно-художньої критики» (Київ, 1985);

монографії
- «Володимир Сосюра» (Київ, 1959);
- «Михайло Стельмах» (Київ, 1962);
- «Боєць життя нового» (про Дмитра Павличка; Київ, 1963).

Написав:
- повість-есе про Василя Чумака «Спалах» (Київ, 1969));
- історичні романи «Світанок» (Київ, 1980) та «Червоний вир» (Київ, 1988) про воєнні дії 1918—1920 років, Таращансько-Звенигородське збройне повстання 1918—1919 років проти австро-німецьких окупантів і Гетьманату.

Опублікував книгу-альбом «Володимир Сосюра» (1978, у співавторстві). Автор статті про Бабишкіна Олега Кіндратовича в Українській літературній енциклопедії. 